# Brąz HT
Brąz HT (E155) – organiczny związek chemiczny, syntetyczny, brązowy, smołowy barwnik diazowy. Jest zakazany w Australii, Austrii, Belgii, Danii, Francji, Niemczech, Norwegii, Szwecji oraz USA.
Dopuszczalne dzienne spożycie wynosi 1,5 mg/kg ciała.

## Zastosowaniespożywcze
Używany głównie do barwienia czekoladowych ciast w proszku oraz herbatników czekoladowych, ale także nabiału, dżemów, owoców, produktów rybnych oraz innych.

## Zagrożenia
Może powodować typowe dla barwników azowych działania niepożądane.